# Villa Reale di Marlia

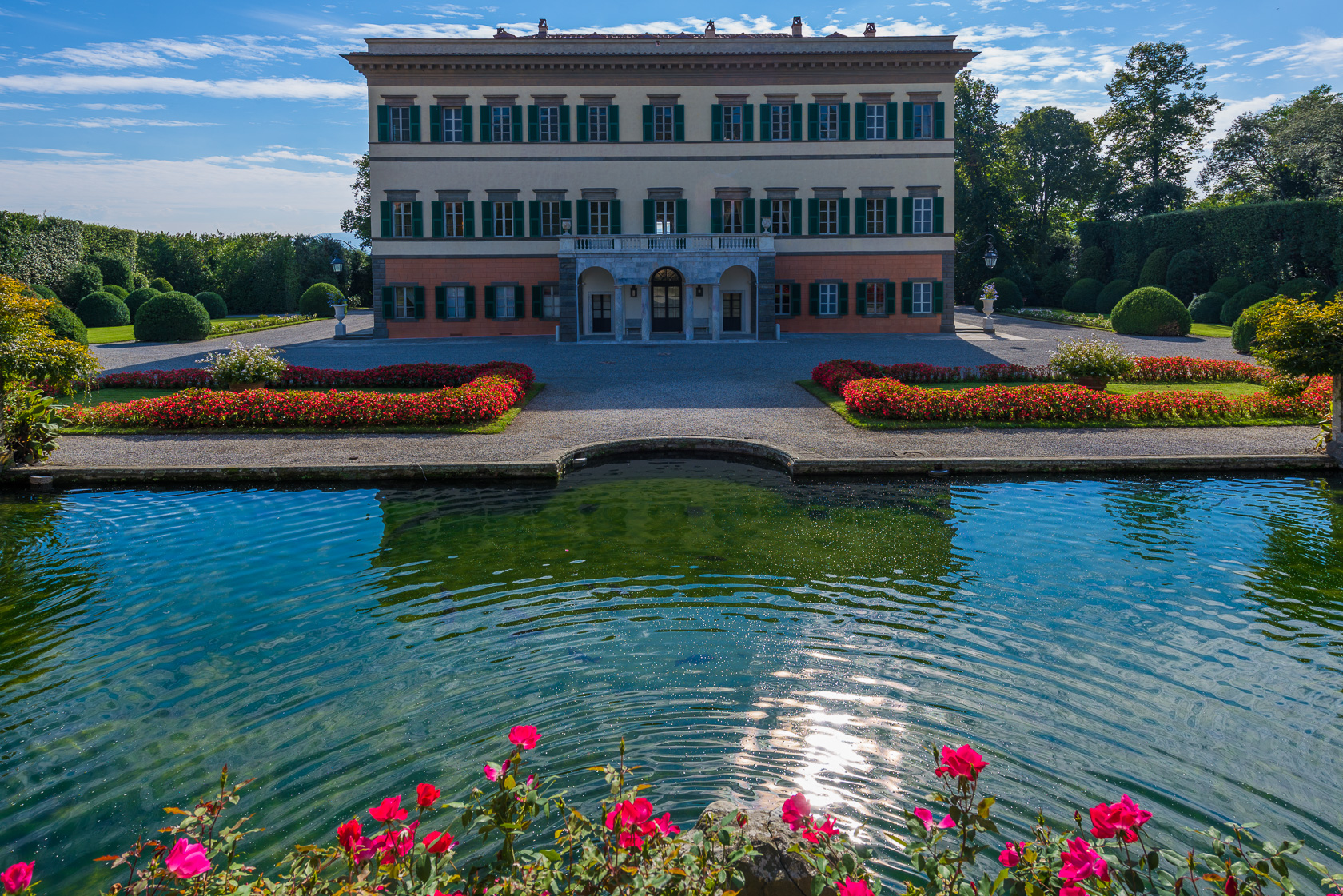
Veduta dal teatro d'acqua

La Villa Reale è un complesso monumentale situato a Marlia, nel comune di Capannori, in provincia di Lucca.

## Storia

### Costruzione
Circondata da un ampio parco, è il frutto degli interventi stratificati nei secoli dei proprietari. Già in epoca longobarda (IX secolo) esisteva qui un fortilizio abitato dal Duca di Tuscia, passato poi alla famiglia Avvocati e in seguito ai Buonvisi dal 1517 fino al 1651, dopo che la loro impresa commerciale fallì nel 1629, necessitando la vendita di gran parte delle proprietà familiari.

### Orsetti
La villa venne acquistata dai facoltosi nobili lucchesi Olivieri e Lelio Orsetti, che rifecero il palazzo e soprattutto realizzarono uno splendido giardino barocco, del quale si sono conservate numerose parti, tramandate anche da un'incisione del Venturi. Ad essi si deve anche la costruzione della "Palazzina dell'Orologio", destinata ai servizi e caratterizzata nella sua facciata principale da un portico e loggia sovrapposti, con al centro una sopraelevazione dove è collocato l'orologio, da cui prende il nome. Il giardino, ornato da giochi d'acqua, ninfei, vasche, statue e precise simmetrie geometriche, era chiuso infine da un'elegante cancellata (oggi distrutta) che si trovava a metà all'attuale prato antistante la villa.

### Elisa Bonaparte Baciocchi

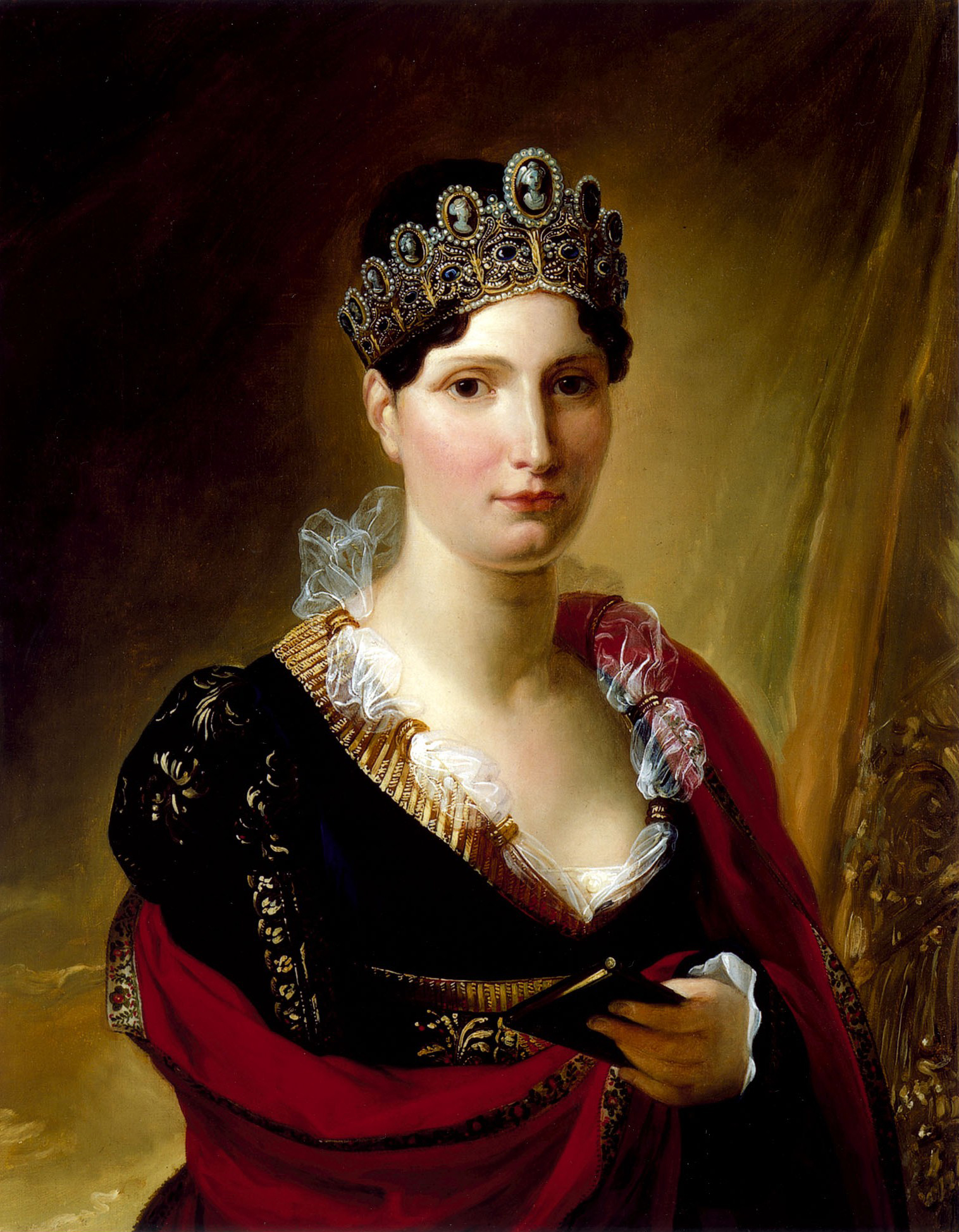
Joseph-Boniface Franque, Ritratto di Elisa Bonaparte Baciocchi, 1812

Nel 1806 la villa e il parco divennero di proprietà di Elisa Bonaparte Baciocchi, che la ottenne dopo numerose pressioni sul conte Orsetti, che non voleva vendere, arrivando a sborsare 500.000 (forse addirittura 700.000) franchi in monete d'argento. Elisa, principessa di Lucca e Piombino, che diede alla villa il nome di "Reale" a causa della sua presenza, acquistò contemporaneamente dalla Mensa Arcivescovile l'attigua Villa del Vescovo, iniziando immediatamente i lavori di ristrutturazione e di fusione delle due proprietà, arrivando a raddoppiare il prato antistante la villa fino a raggiungere una dimensione almeno adeguata alle altri corti europee che aveva visitato. La risistemazione del parco tra il 1811 e il 1814 costò circa mezzo milione di franchi. Il parco venne ricostruito secondo lo stile all'inglese, che necessitò la demolizione di gran parte degli arredi barocchi, soprattutto nell'area della villa del Vescovo. Vennero piantate numerosissime nuove essenze, scovate nel parco reale di Napoli da un botanico appositamente inviato. I boschetti vennero popolati da daini, capre e pecore merinos.
Nel frattempo il palazzo tardo rinascimentale degli Orsetti fu ristrutturato in stile neoclassico, rialzato di un piano ed abitato da una piccola ma sfarzosa corte con la sovrana. Coordinarono i lavori gli architetti Giovanni Lazzarini e Pierre-Theodore Bienaimè, responsabili del rifacimento della facciata (con cornici neoclassiche al posto del bugnato) e dell'aggiunta del portico con terrazzo sul lato posteriore.
Anche gli interni vennero modificati in quel periodo, coordinati da Théodore Bienaimé con l'intervento di pittori e stuccatori francesi e italiani, tra i quali Stefano Tofanelli, autore dell'affresco della Danza delle ore nella grande sala da ballo al pian terreno.
Importanti ospiti vennero invitati a rallegrare la vita di corte nella villa, come Niccolò Paganini, che vi si esibì più volte per Elisa. Metternich ne lodò l'amenità e la ricercatezza del giardino all'inglese. Tra le rappresentazioni di teatro che qui ebbero la prima ci fu la Fedra di Racine. Quando Elisa venne nominata dal fratello governatrice dei tre dipartimenti toscani dell'Impero, assumendo il titolo onorifico di Granduchessa, cominciò a passare molto tempo anche a Firenze, ma spesso continuò ad essere a Lucca, la capitale del suo strato che formalmente restava indipendente. In quel tempo la villa di Marlia fece anche da sfondo al suo rapporto amoroso con il Grande Scudiero Bartolomeo Cenami.
Dopo la caduta di Napoleone Elisa fu costretta a fuggire al nono mese di gravidanza, cacciata dalle truppe inglesi di lord William Bentinck che le disse nudo e crudo che la corona britannica non la riconosceva come sovrana di alcunché. Elisa partorì in una locanda e proseguì per Vienna, dove fu anche imprigionata. Morì dimenticata a Trieste nel 1820, a soli quarantadue anni.

### Borbone di Parma e Asburgo-Lorena

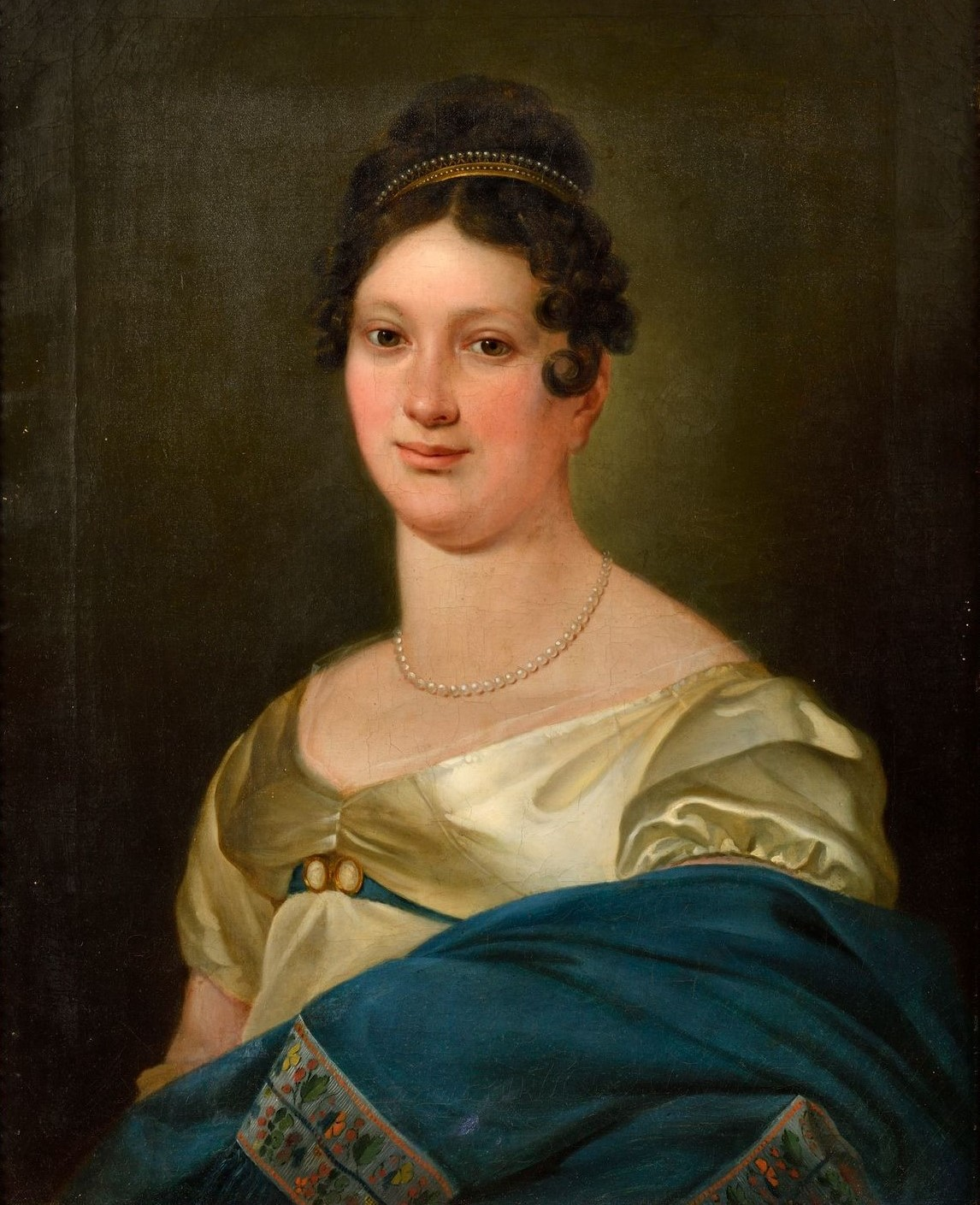
Maria Luisa di Spagna, duchessa di Lucca

La villa, interrotti i progetti di risistemazione del parco, passò ai Borbone duchi di Lucca: con la nuova sovrana Maria Luisa la villa venne arricchita dall'architetto Lorenzo Nottolini con una Kaffeehaus e la Specola di Lucca, cioè un osservatorio astronomico, rimasta incompiuta.
Con il passaggio dello stato di Lucca alla Toscana questa villa divenne la dimora estiva dei granduchi fiorentini d'Asburgo Lorena che non fecero in tempo a lasciare grandi segni della propria presenza, tranne saccheggiare le dimore lucchesi dei preziosi mobili per arricchire le regge fiorentine. Primo fra tutti il bellissimo letto del duca di Lucca che fa bella mostra di se in palazzo Pitti.
Successivamente entrata nel patrimonio della Corona d'Italia venne destinata ai Borbone di Capua che rimasero fedeli alla dinastia sabauda. Così la villa si arricchi' di libri e del carteggio tra il Capua e l'ultimo duca di Lucca. Per questa ragione il comune di Capannori intervenne a tutela dell'interesse pubblico nella vendita all'incanto che fu fatta dopo il 1919.

### Pecci-Blunt

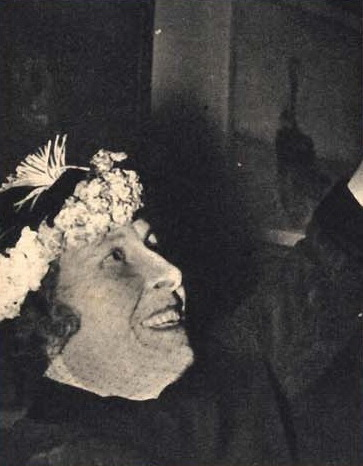
Anna Laetitia Pecci nel 1952

Dal 1923 la villa appartiene alla famiglia Pecci-Blunt che ne ha curato la manutenzione e il restauro. Questa famiglia romana ha trasportato nella palazzina dell'orologio i ricordi del proprio zio Gioacchino Pecci papa con il nome di Leone XIII.

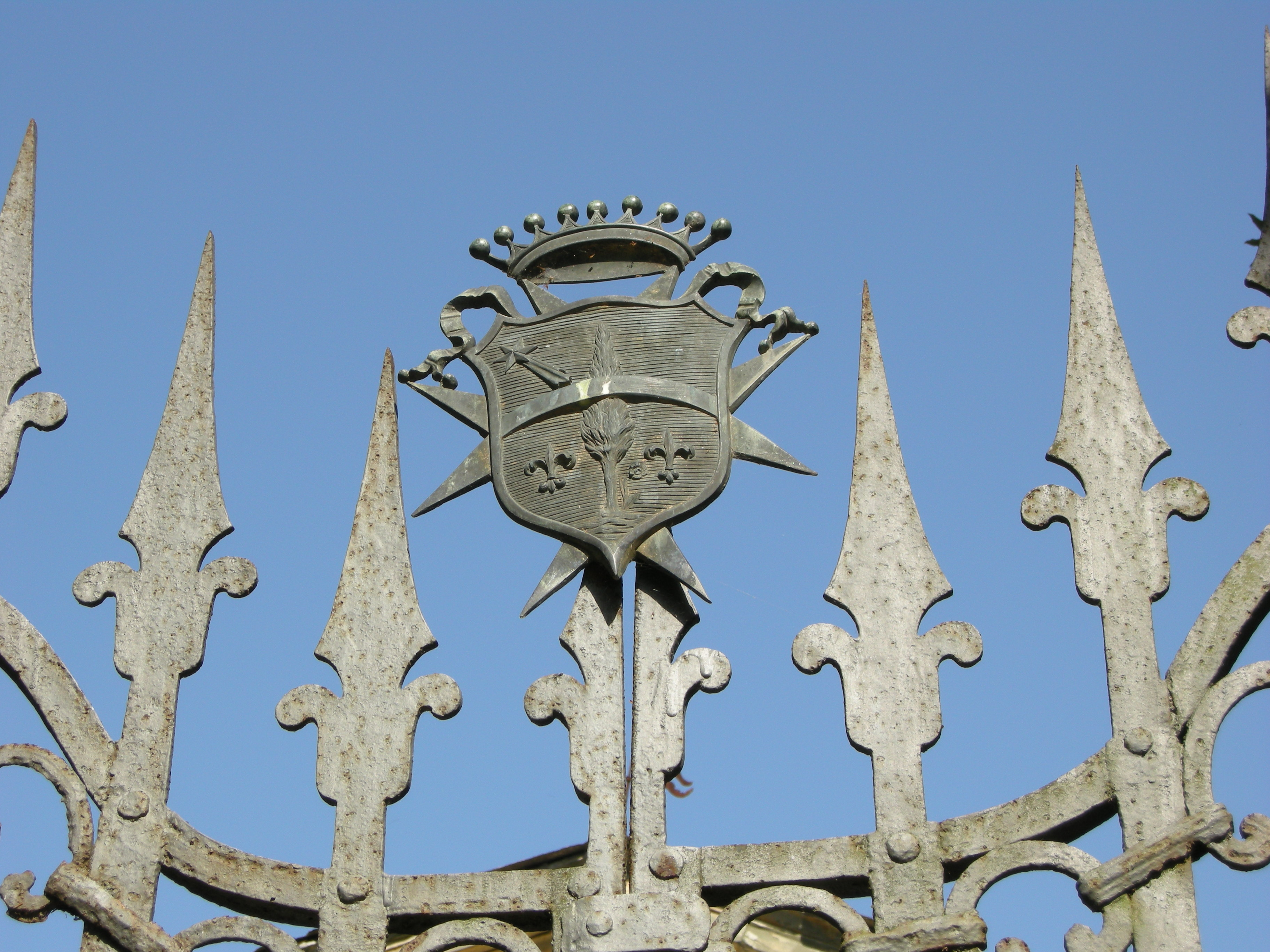
Stemma della famiglia Pecci sulla cancellata della cappella esterna

Vi si possono ammirare le pareti rivestite di libri, i cartolari della corrispondenza privata, le porcellane con lo stemma, un ingegnoso secretaire a forma di cupola con mille scomparti segreti che si aprano muovendo le cornici, gli abiti personali, tra i quali quello rosso cardinalizio di foggia settecentesca con il quale si era presentato al papa suo predecessore Pio IX. Museo che sarebbe meglio valorizzato se conosciuto.

### Epoca recente
Nel 2015 la proprietà è stata ceduta dagli eredi della famiglia Pecci-Blunt ad una coppia di mecenati svizzeri. I nuovi proprietari, Henric e Marina Grönberg, hanno commissionato un enorme restauro e aperto al pubblico per la prima volta nella storia sia gli appartamenti in stile impero della sorella di Napoleone sia il museo alla palazzina dell'orologio dedicato alle collezioni della contessa Mimì Pecci Blunt. Nel 2023 Villa Reale di Marlia è stata scelta come location dalla celeberrima Maison Cartier per la presentazione della nuova collezione "Le Voyage Recommencé".

## Il parco

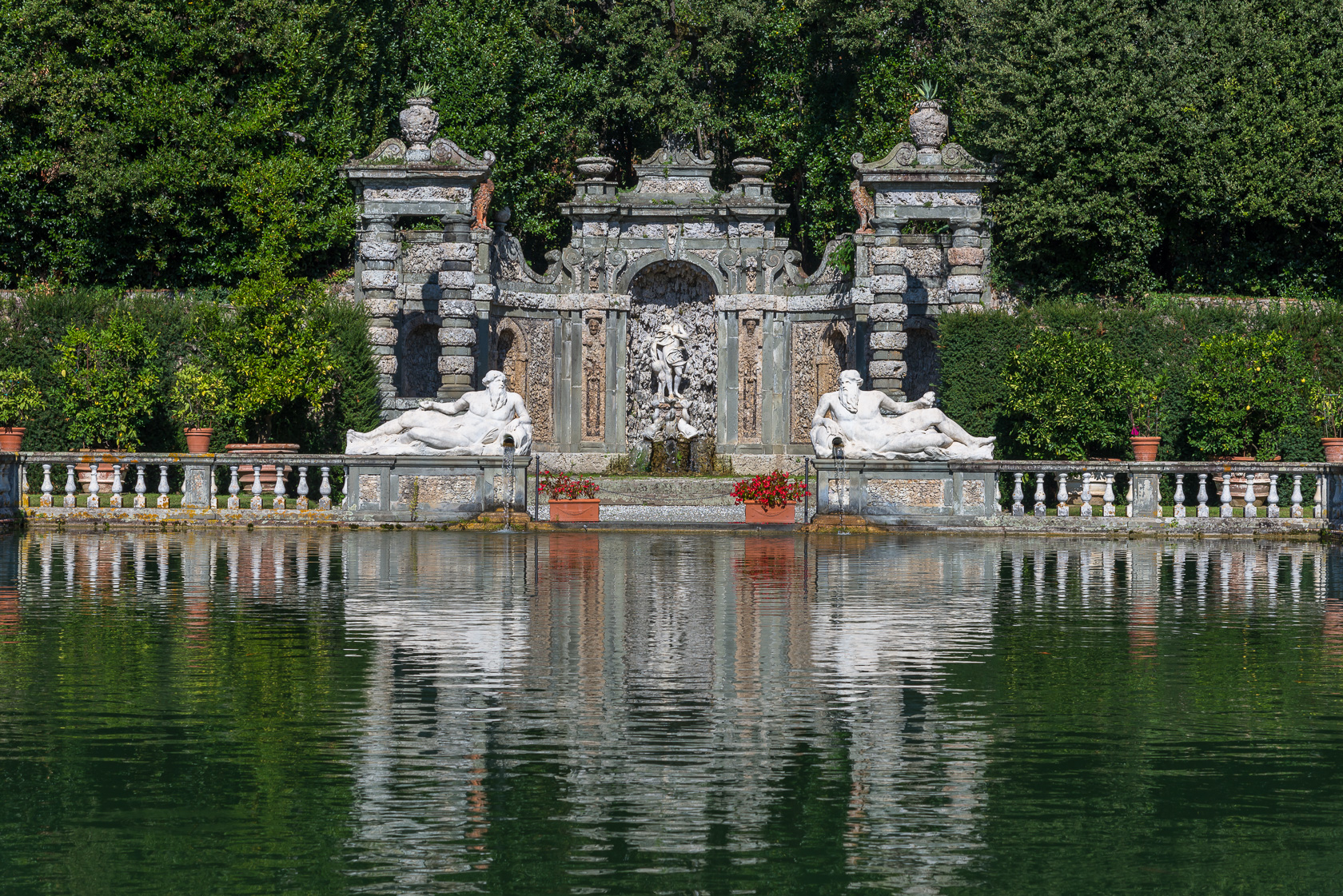
La peschiera

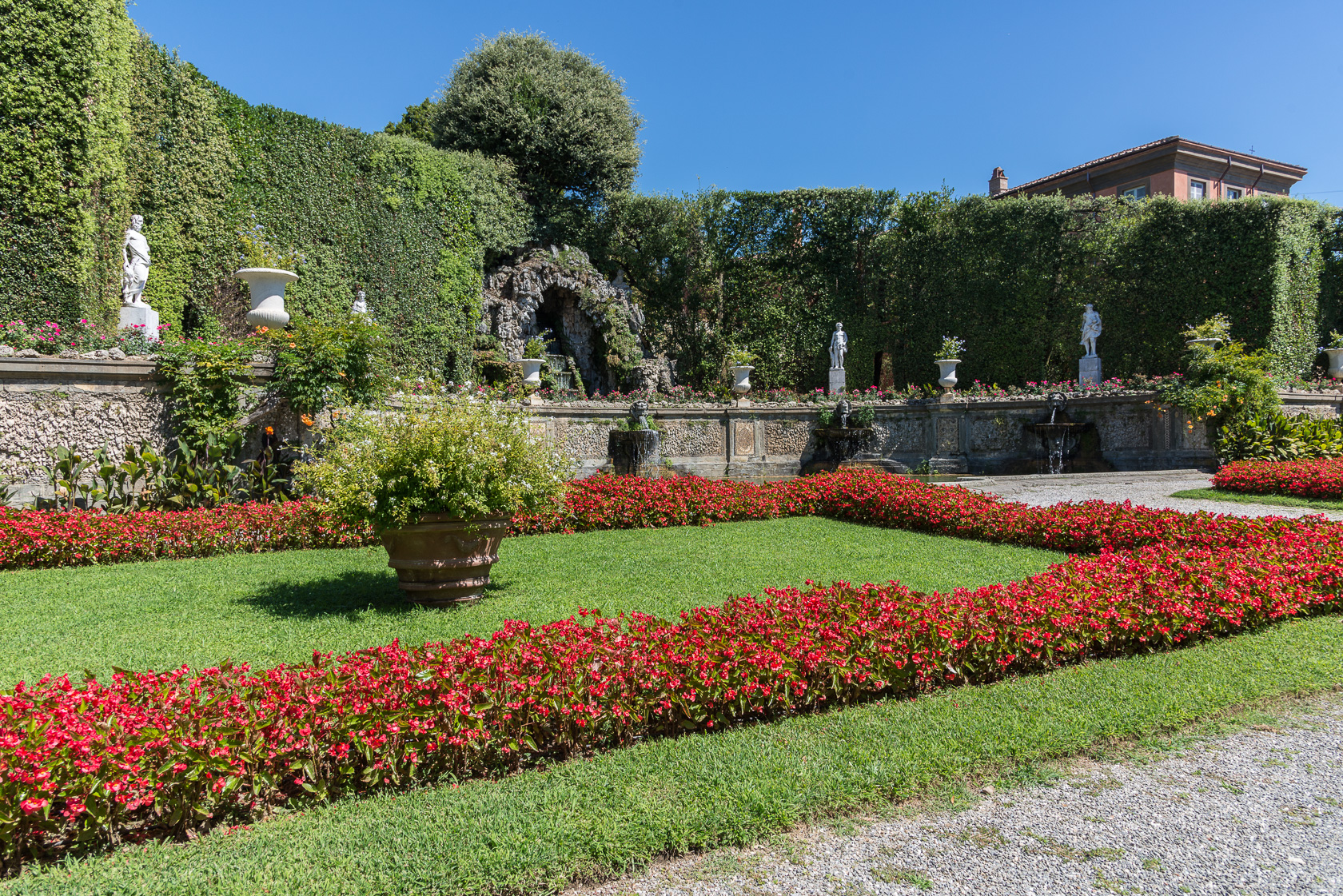
Il teatro d'acqua

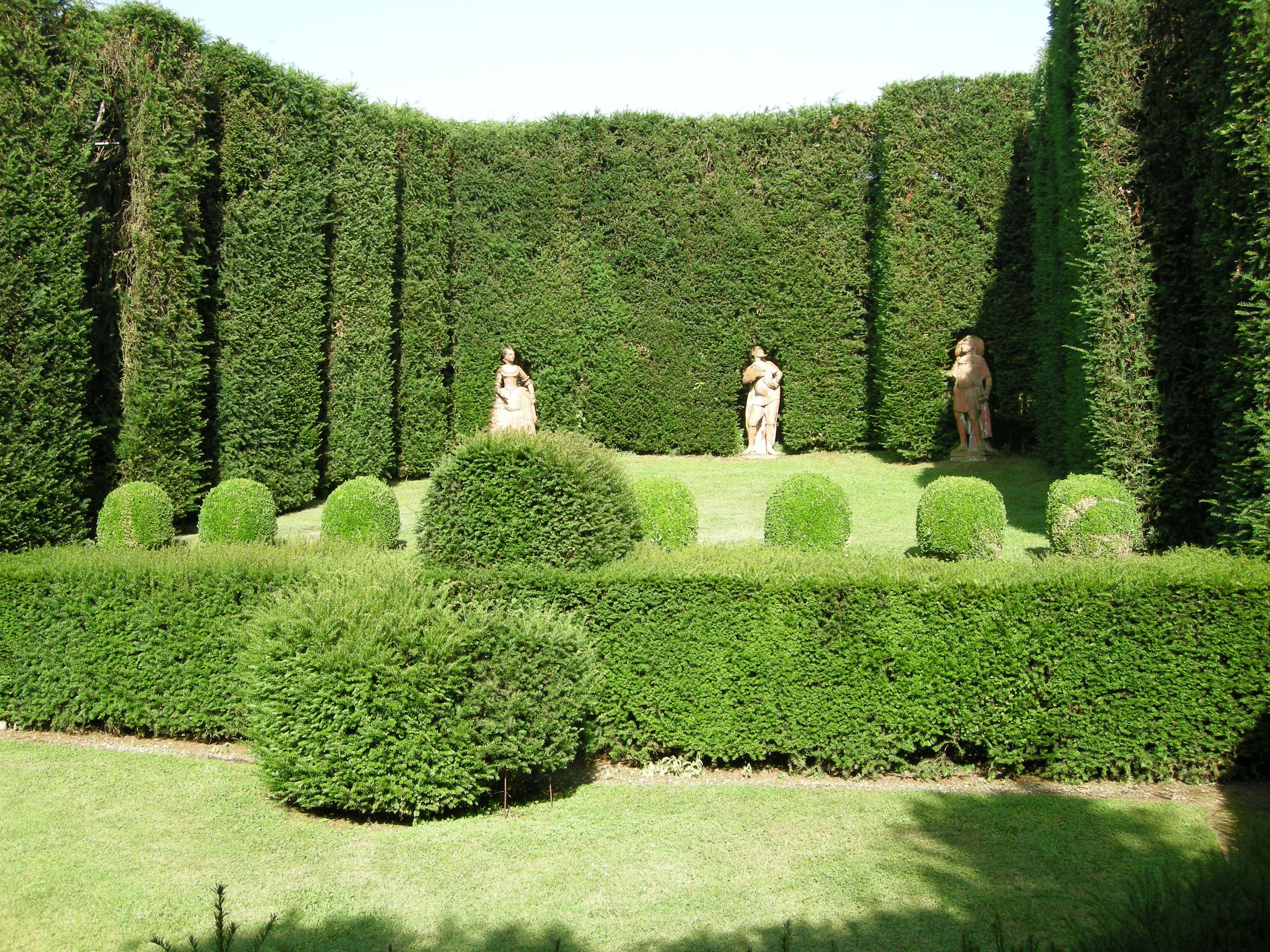
Il teatro di verzura

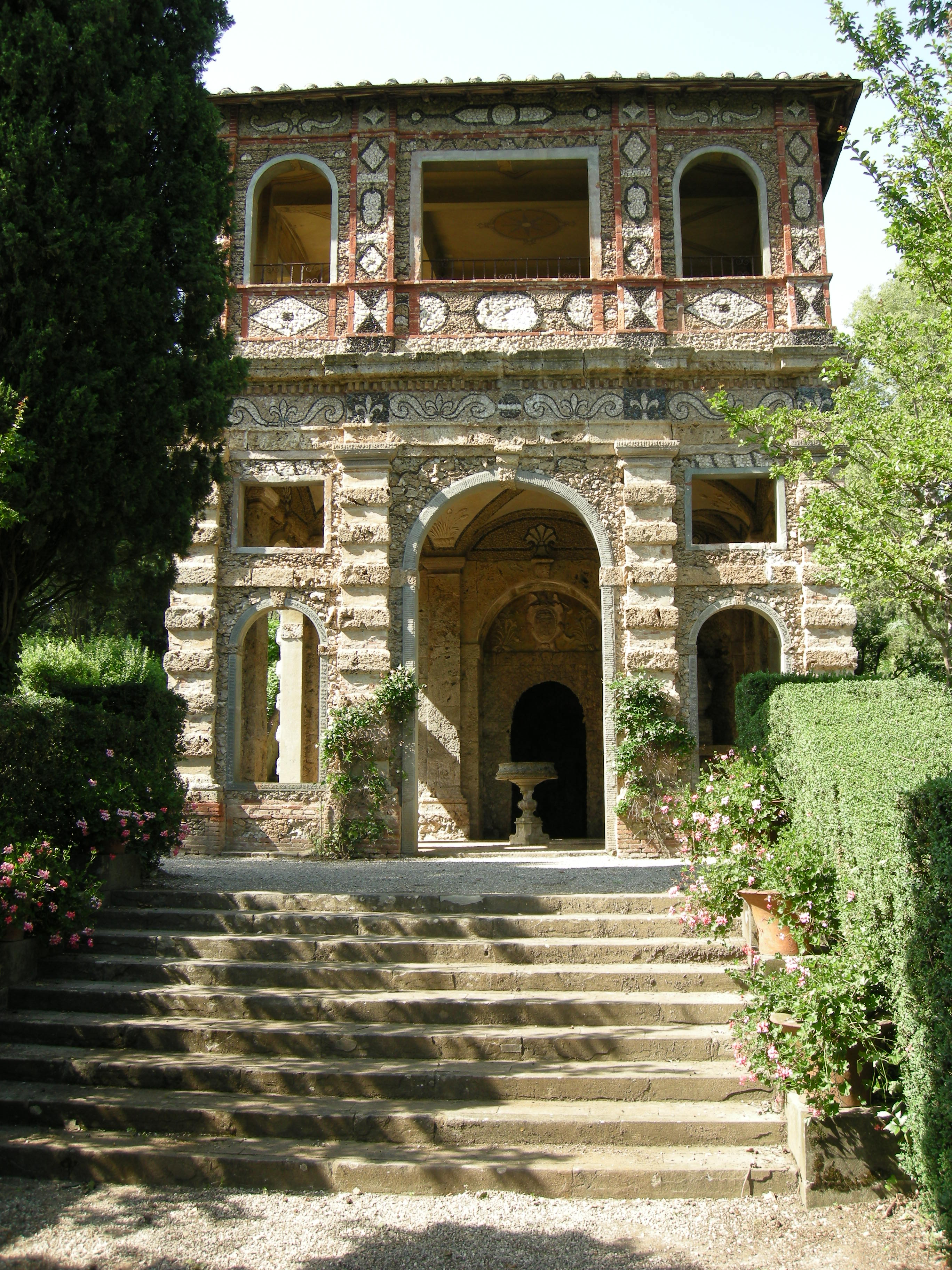
Grotta del Dio Pan

Il progetto della sorella di Napoleone prevedeva l'ampliamento del parco con l'acquisto di numerose proprietà circostanti, ma non venne realizzato se non in parte; fu creato in quel periodo un nuovo ingresso imponente con un cortile semicircolare e due palazzine di guardia in stile palladiano, una delle due è adibita ad abitazione del custode. Fronteggiano da un cortile semicircolare ornato da grandi vasi neoclassici di marmo bianco, mentre l'accesso vero e proprio al parco è in posizione asimmetrica sulla destra.
Frontalmente la villa dispone di un ampio parco che permette una lunga prospettiva libera da ostacoli visivi. Le parti secentesche si riconoscono per la presenza di sempreverdi e includono il teatro verde, il giardino dei limoni e, sul retro della villa, un teatro d'acqua che si estende intorno alla grande vasca semicircolare ornata da rocce, getti d'acqua, cascate, statue rappresentanti divinità (Giove, Saturno, Adone e Pomona), mascheroni che riversano acqua, vasi di fiori e sormontata da un'alta siepe tagliata a forbice.
Esistono due assi paralleli all'asse principale della villa, di cui uno è un lungo viale che conduce alla Palazzina dell'Orologio, l'altro si estende dal giardino dei limoni, formato da due patrti: una con quattro aiuole rettangolari e una, rialzata di qualche gradino, con la grande peschiera (20x10 m). Questa è delimitata da una balaustra che termina con una magnifica esedra in tufo e pietra liscia che ospita, in una nicchia, il gruppo di Leda e il Cigno. Di fronte all'esedra, sulle sponde della peschiera, si distendono le sculture cinquecentesche dei giganti rappresentanti l'Arno e il Serchio, che gettano acqua.
Un altro asse, perpendicolare a quest'ultimo, comprende vestibolo e teatro di verzura. Il teatro, realizzato nel 1652, ha una profondità di 24 metri, ed è costituito da siepi di tasso che delimitano i sedili in pietra disposti a semicerchio. Altre sedute per gli spettatori sono situate nei palchi con finestre a nicchia ricavate nella siepe semicircolare. La linea di demarcazione tra pubblico e rappresentazione è formata da una cortina verde e dalla sequenza di sfere di verzura simulanti le luci. Lo spazio scenico è formato dalla successione di quinte, alte 5,50 m, leggermente inclinate e intervallate da statue settecentesche in cotto rappresentanti maschere della commedia dell'arte italiana: Pulcinella, Colombina, Pantalone. Al centro, tra scena e orchestra due forme topiarie rappresentano il podio per il direttore d'orchestra e la buca del suggeritore. Qui suonò Paganini, invitato a più riprese da Elisa, fino a essere nominato da lei Direttore musicale.
Mentre la parte alta del giardino è rimasta pressoché immutata rispetto al progetto seicentesco, quella inferiore è notevolmente cambiata per l'aggiunta, voluta da Elisa Baciocchi, del più basso giardino della villa "del Vescovo" e di altri terreni che permisero di prolungare e quasi raddoppiare il grande prato antistante. La nuova sistemazione si presentava con una struttura organizzata secondo gruppi d'alberi asimmetrici e con prati in leggero pendio secondo il gusto romantico della veduta naturale tipica del giardino all'inglese. Nella zona più bassa, quella degli orti murati dell'antica residenza vescovile, fu creato un lago circondato da boschetti popolati da daini, capre, pecore merinos e attraversati da ruscelli e da viottoli ombreggiati da specie arboree quali faggi, pini, lecci, querce, tigli, platani, ginkgo biloba, aceri, ippocastani. Chiude l'insieme un laghetto in asse prospettico con la villa, con giochi d'acqua e una terrazza restrostante decorata da tre statue.
Gli elementi seicenteschi conservati sono la chiesina e il ninfeo detto grotta di Pan, formato da due parti, di cui un'aperta a pianta quadrata, l'altra chiusa a pianta circolare decorata con ciottoli disposti in modo da ricreare una grotta naturale.
In seguito il ninfeo fu collegato tramite due rampe di scale al giardino dei fiori in stile decò (il "giardino spagnolo"), progettato da J. Greber, intorno al 1920. Questo, di forma rettangolare, è concepito secondo i canoni del giardino islamico (ispirato all'Alhambra) ed è caratterizzato da una grande vasca da cui si diramano dei canaletti e da aiuole erbose. Adiacente alla villa del Vescovo è disposto un piccolo giardino su due livelli di cui quello inferiore è composto da aiuole rettangolari, bordate di bosso, e racchiuso su due lati dal muro di contenimento della terrazza superiore della villa, decorato con nicchie contenenti statue.
Dopo l'acquisizione della proprietà, da parte dei conti Pecci-Blunt, il patrimonio vegetale originario del parco all'inglese fu fedelmente ricostruito. Così come fu riammobiliato il palazzo con arredi prevalentemente napoleonici e di stile impero. Ivi compreso il letto di Tayllerand.

## Altre immagini

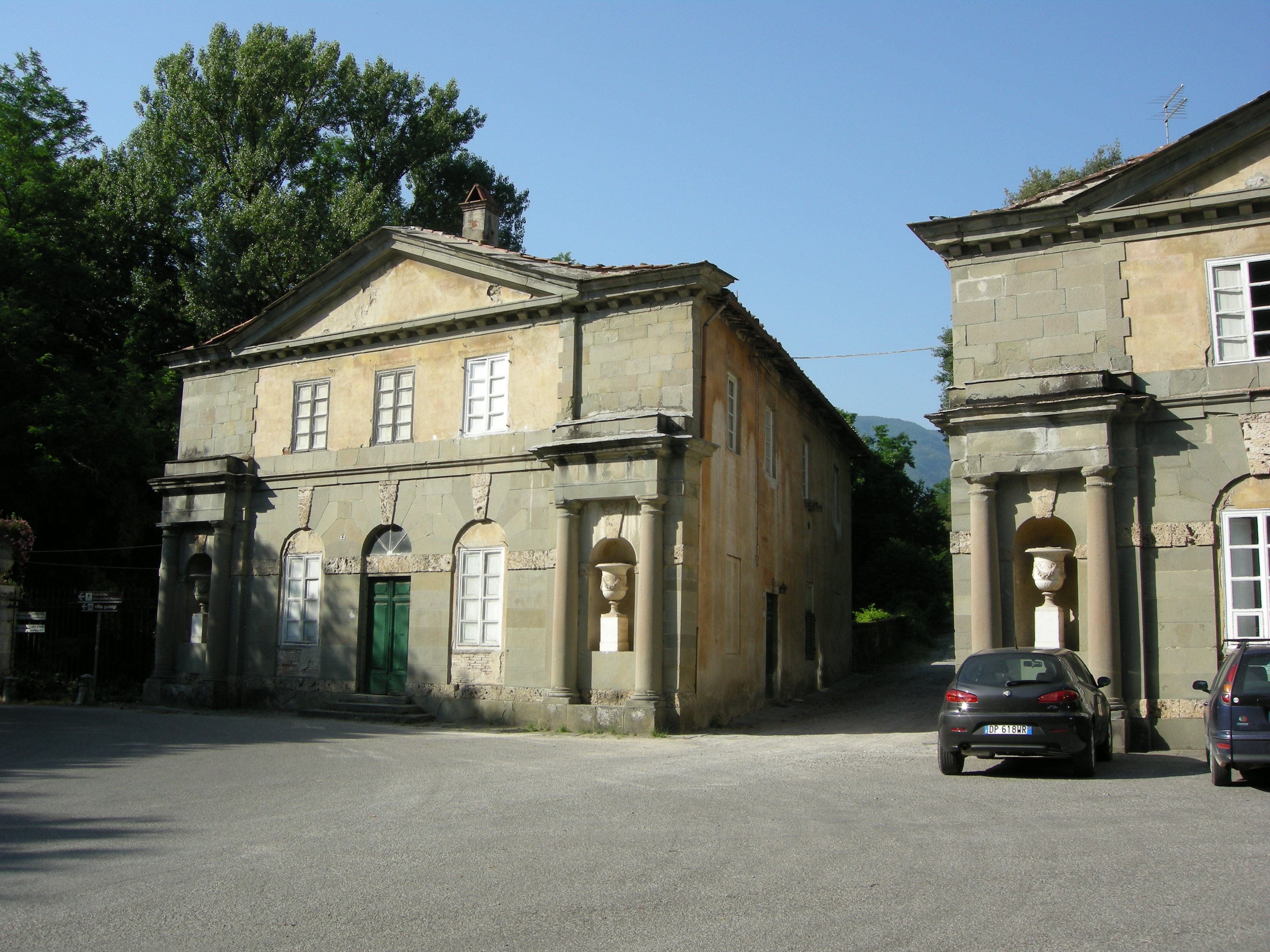
Le palazzine gemelle all'entrata
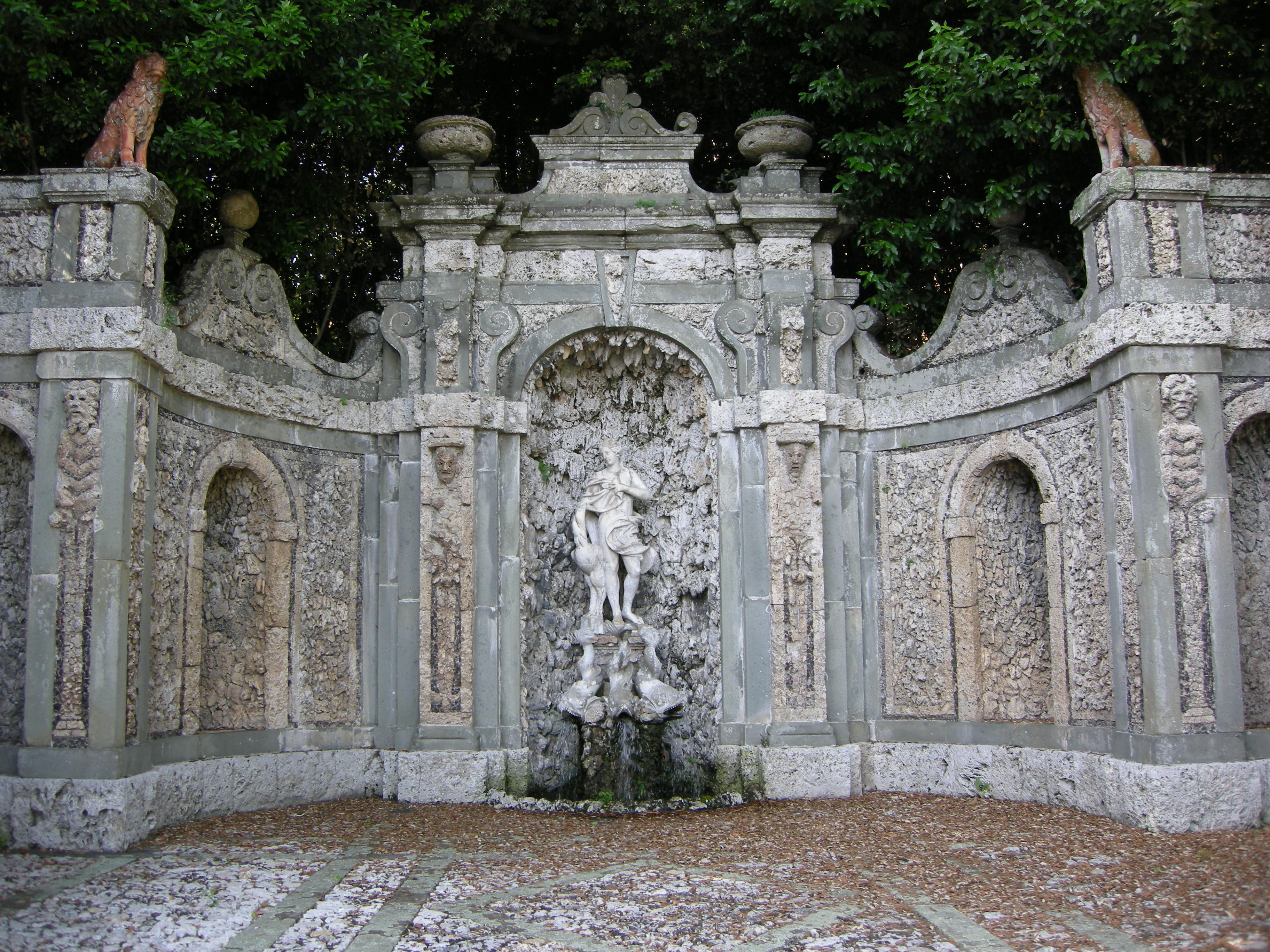
Leda e il Cigno
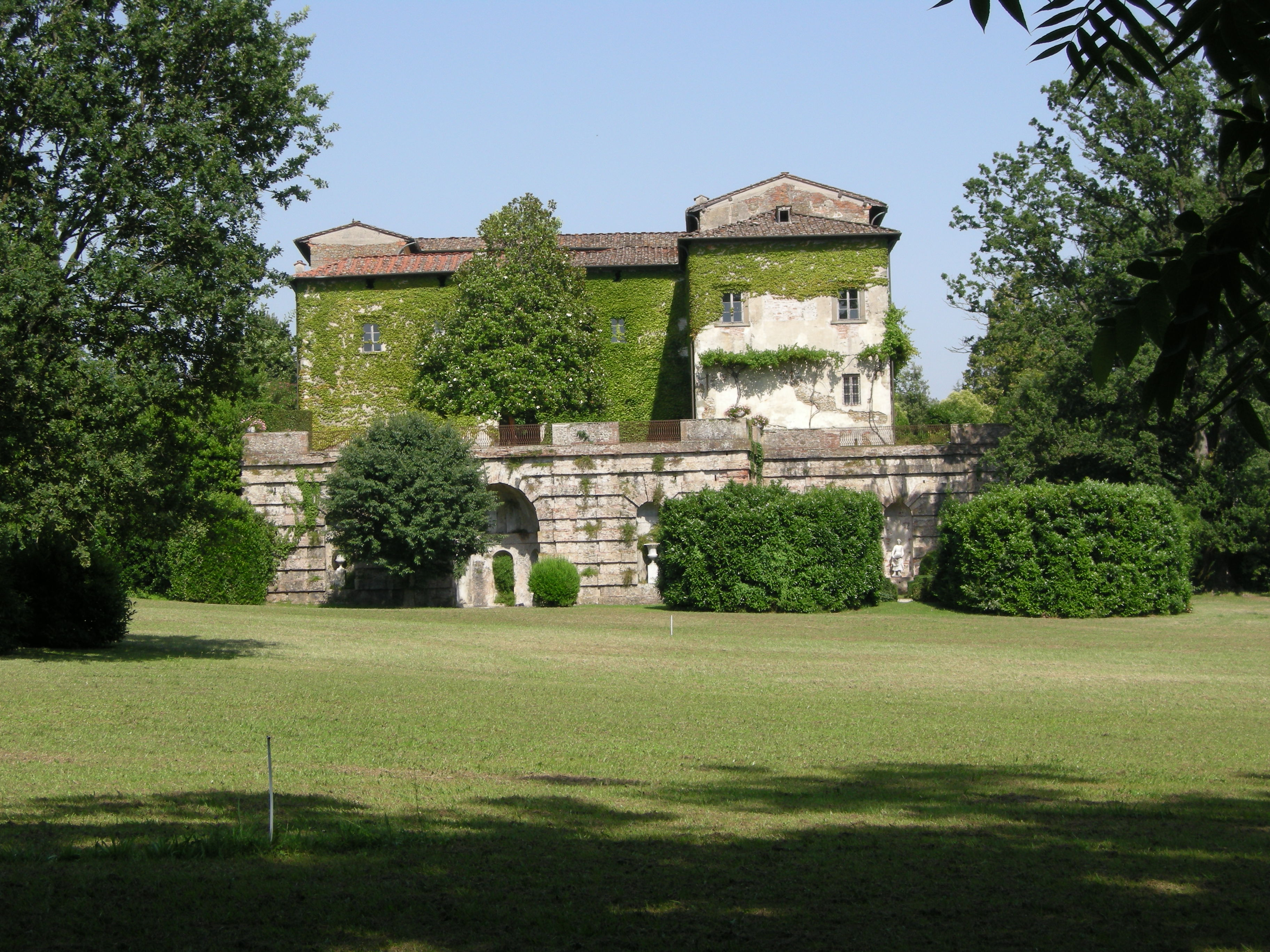
Villa del Vescovo
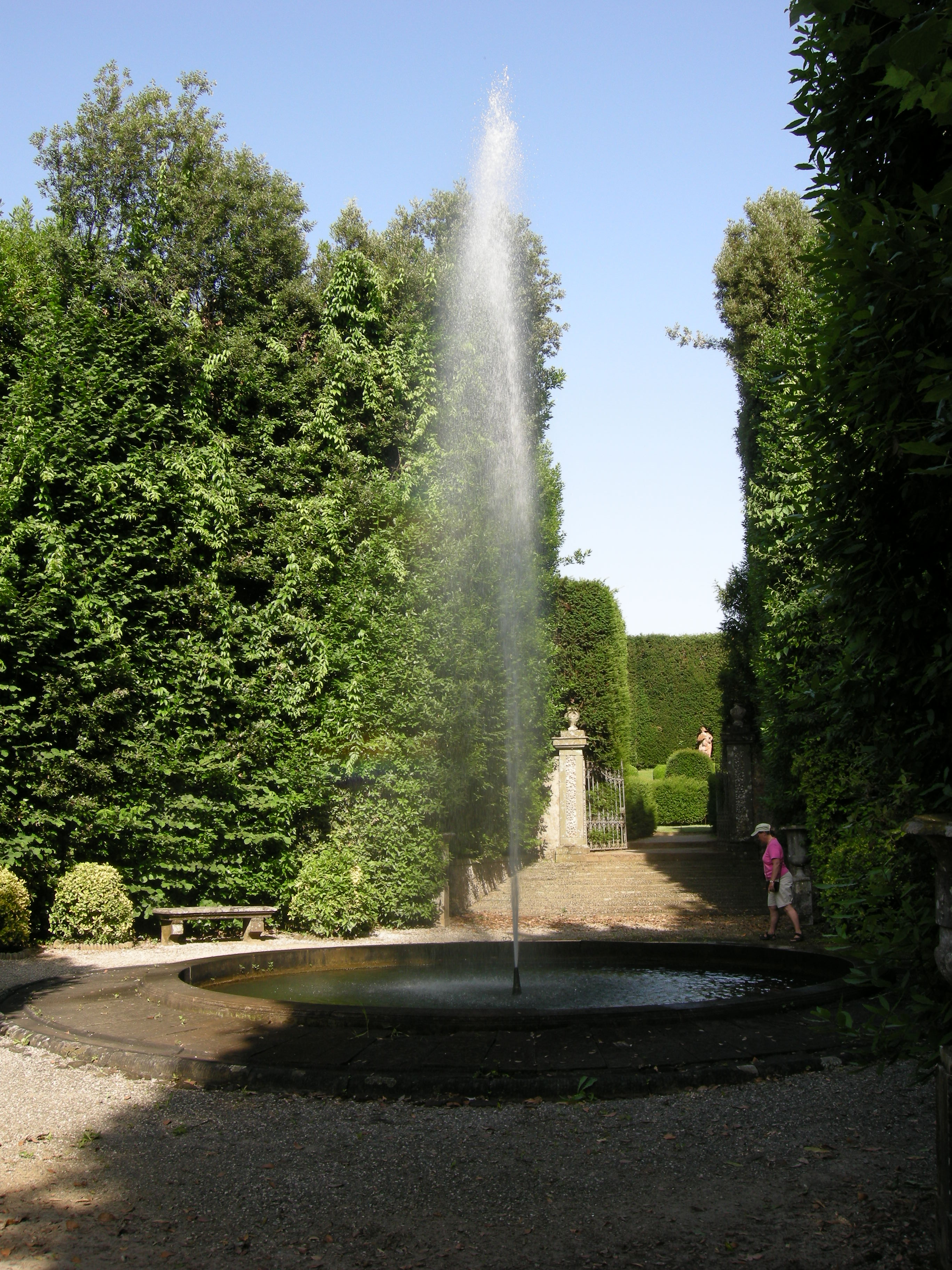
Fontana all'ingresso del teatro di verzura
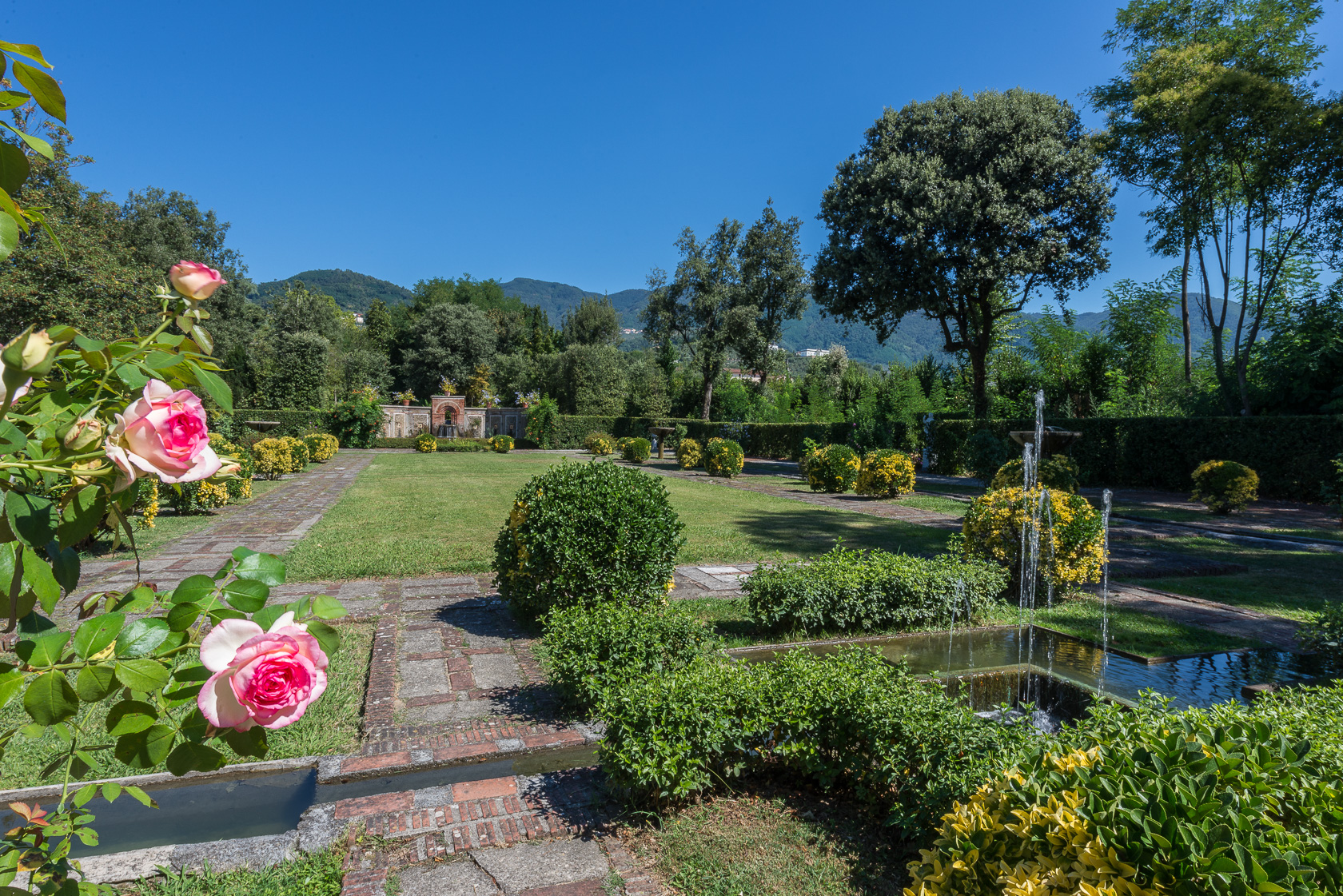
Giardino Spagnolo - Villa Reale di Marlia (LUCCA)
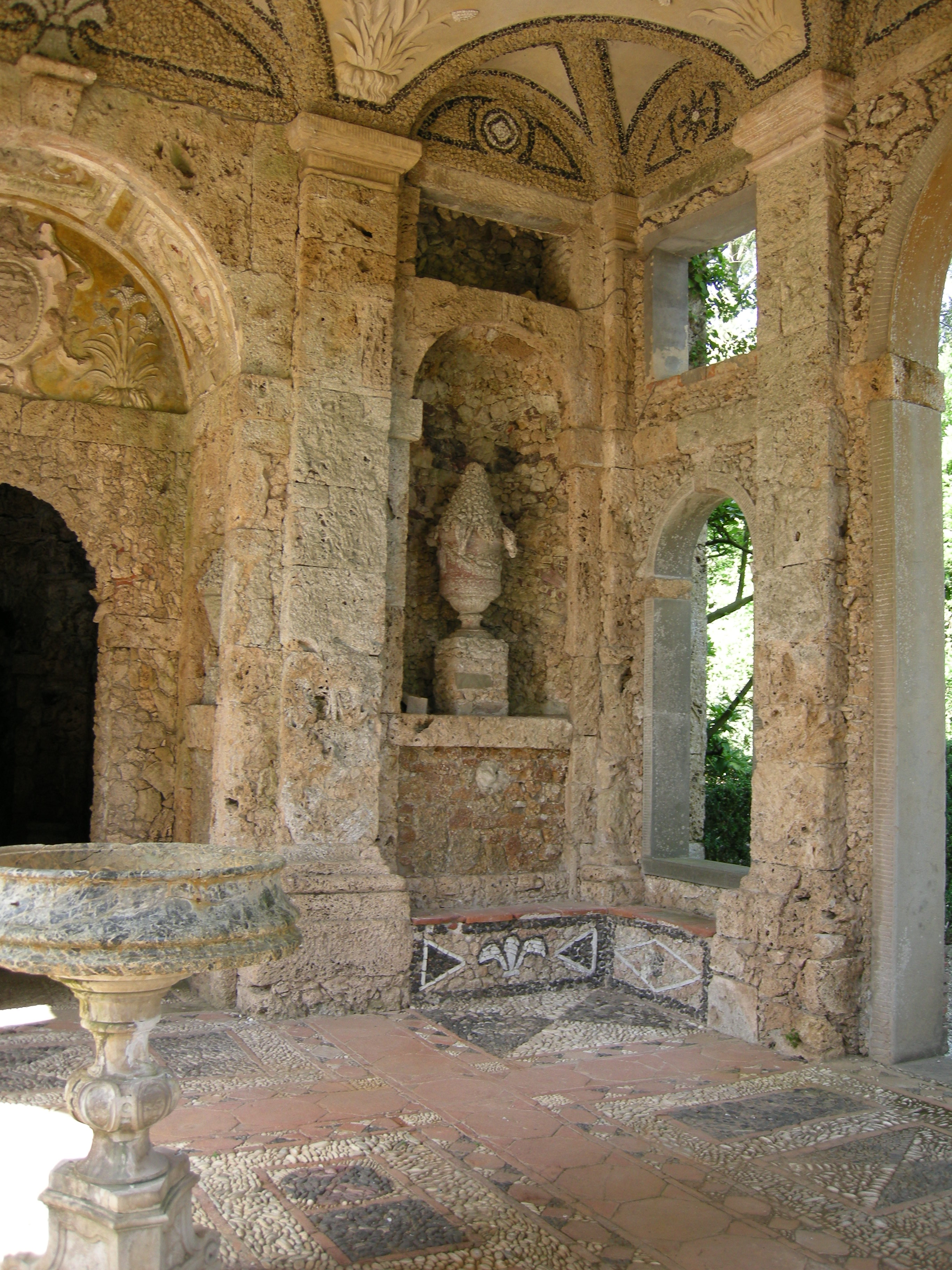
Grotta di Pan, interno
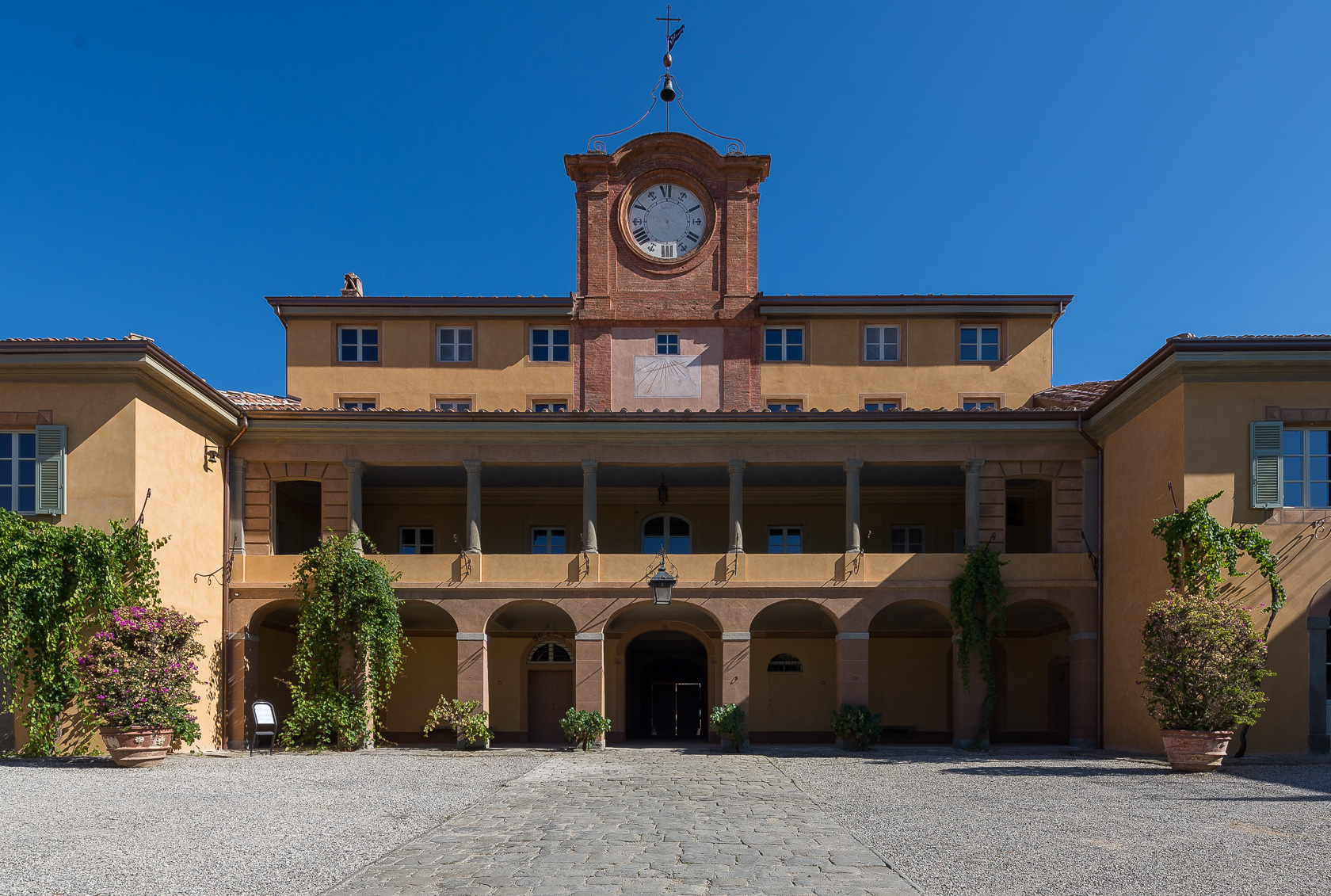
Facciata restaurata Palazzina dell'Orologio - Villa Reale di Marlia (LUCCA)
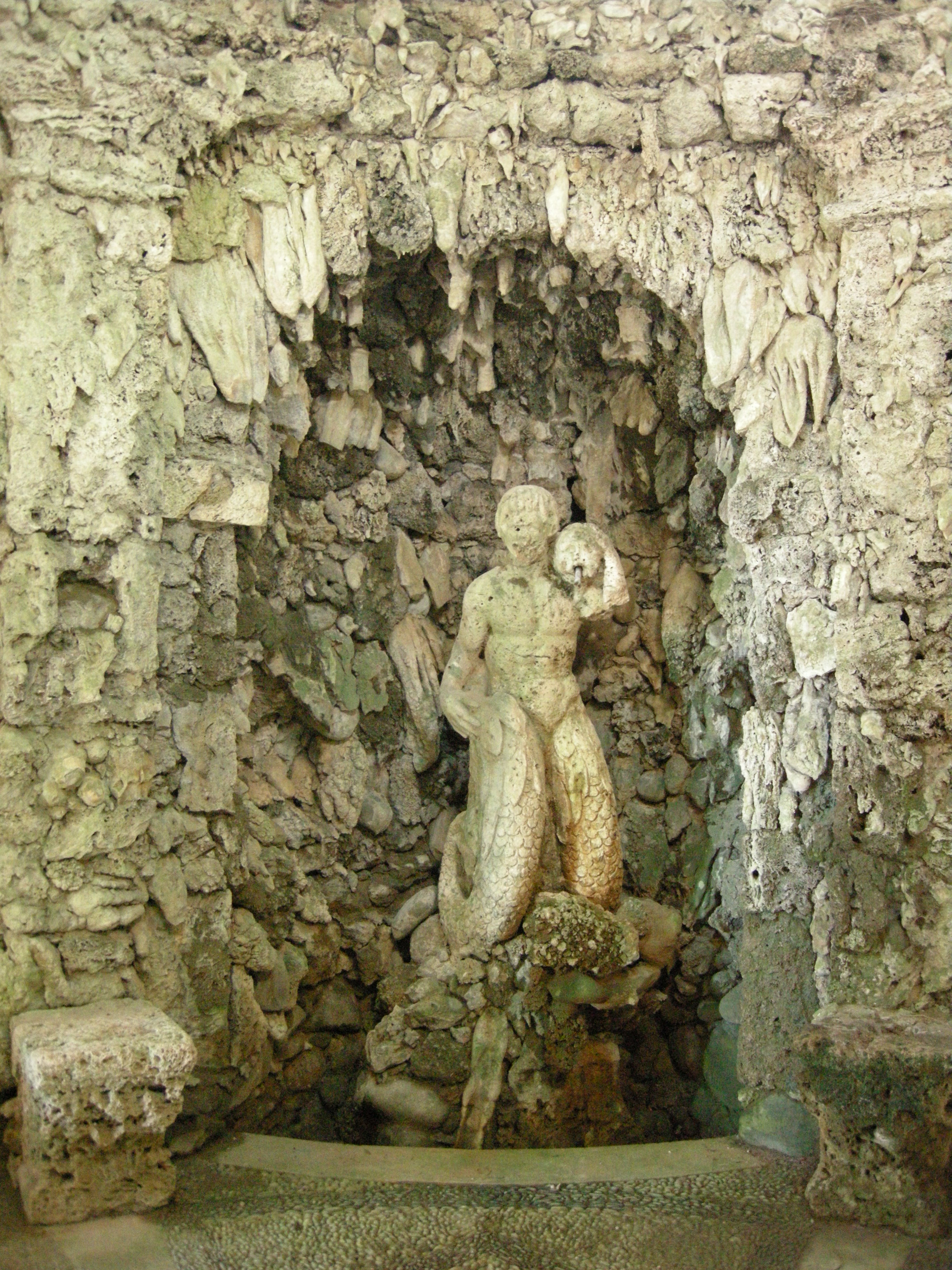
Grotta di Pan, grotta artificiale
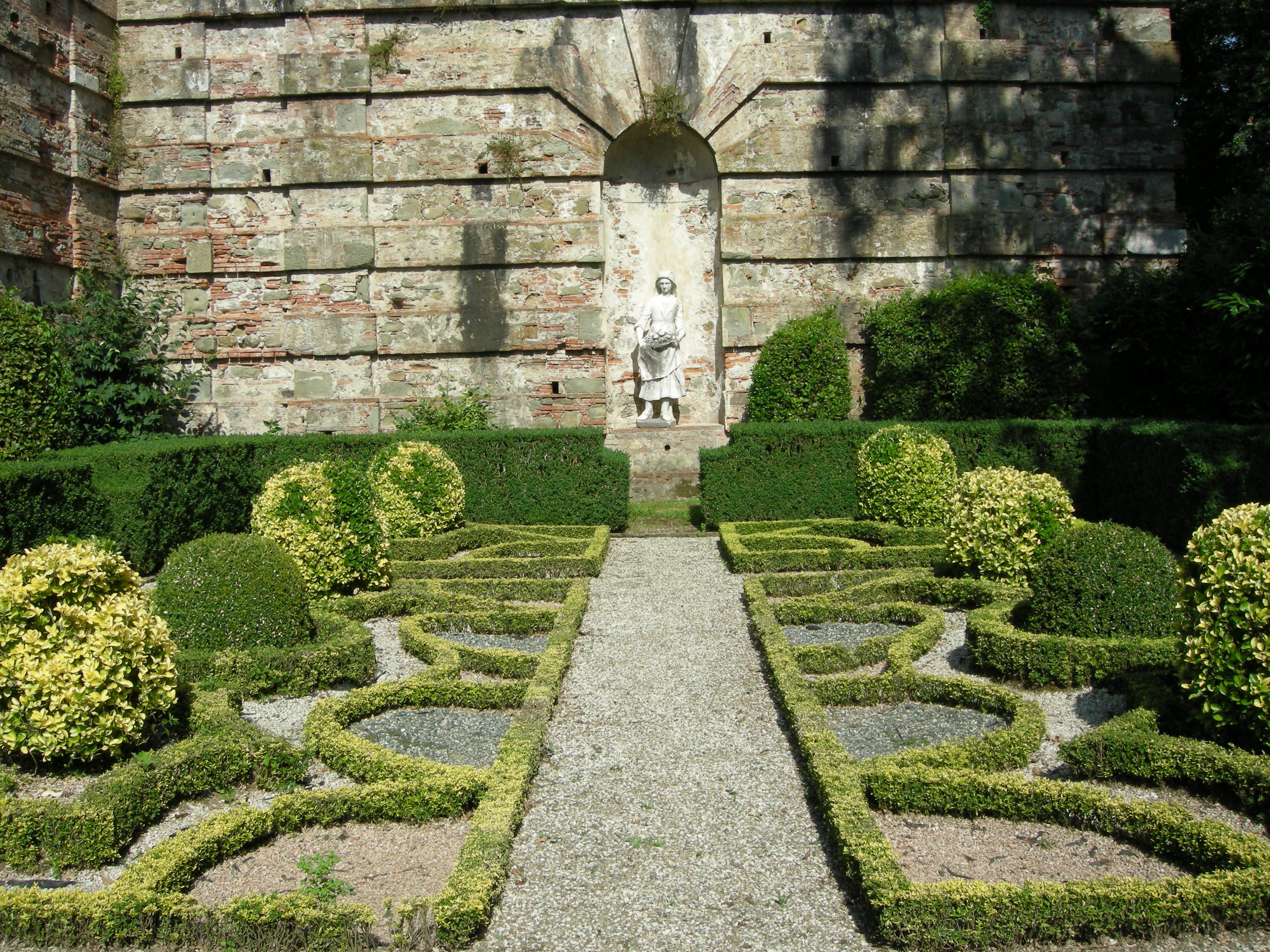
Villa del Vescovo, giardino all'italiana
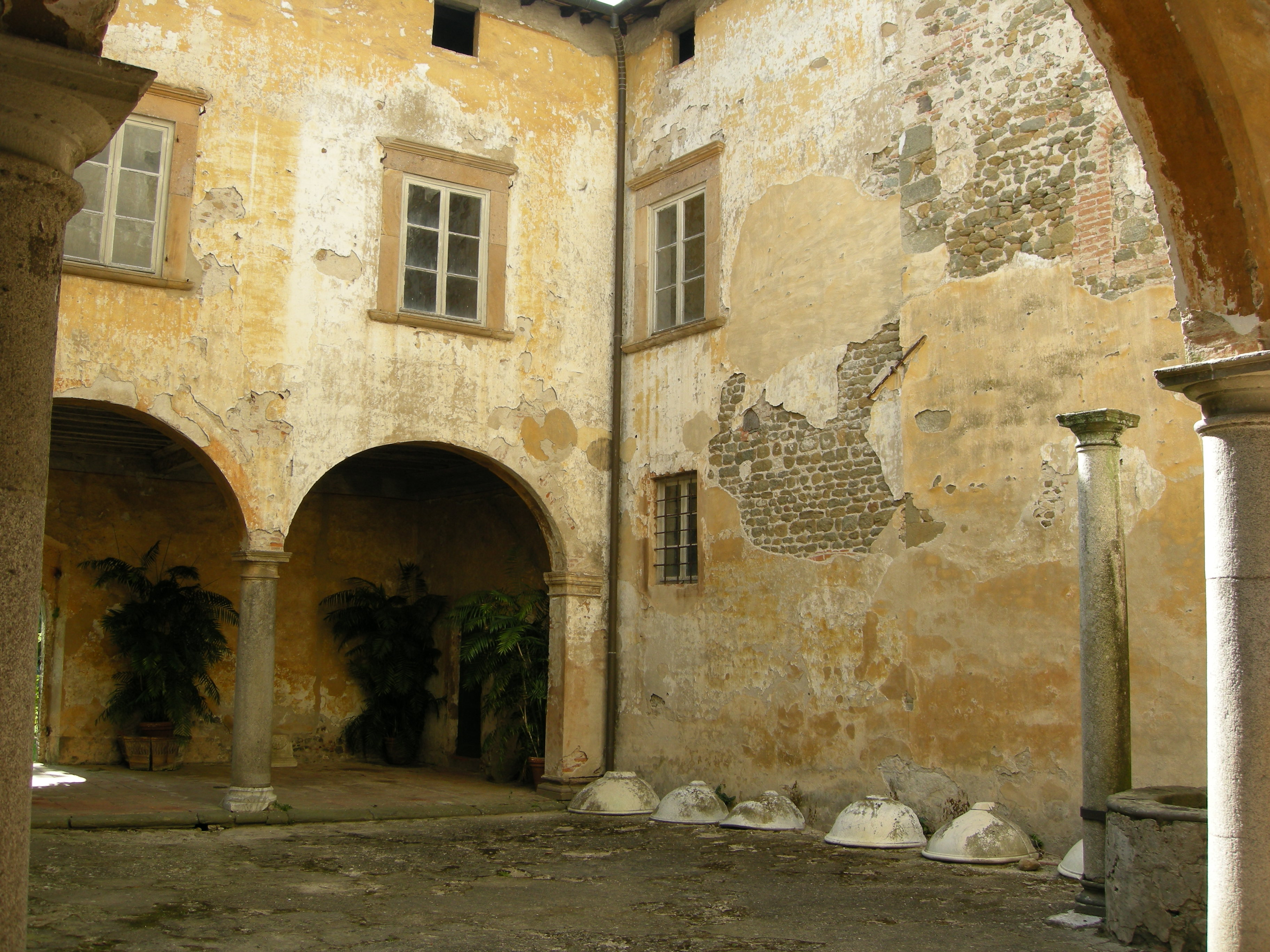
Villa del Vescovo, cortile